# Coryanthes mastersiana
Coryanthes mastersiana là một loài lan.

## Hình ảnh

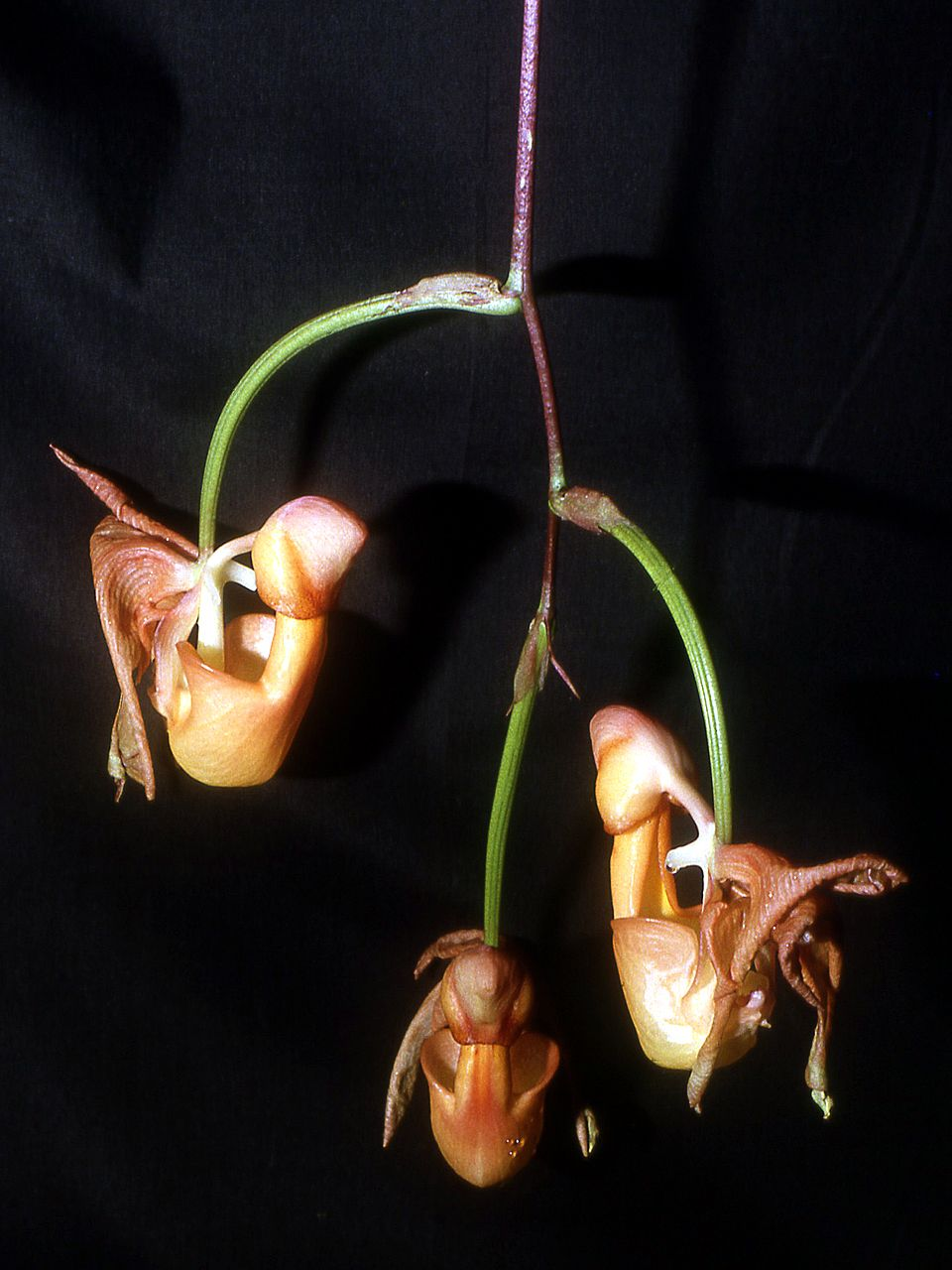